# Corydoras nijsseni
Corydoras nijsseni är en fiskart som beskrevs av Sands, 1989. Corydoras nijsseni ingår i släktet Corydoras och familjen Callichthyidae. Inga underarter finns listade i Catalogue of Life.